# Coregonus bezola
Coregonus bezola — вид лосовевих риб роду Сиг (Coregonus).

## Поширення
Вид був ендеміком озера Лак-дю-Бурже у Савойї, на півдні Франції, де мешкав у пелагічній зоні. Відомий із зразків, зібраних наприкінці XIX-го століття і за повідомленнями рибалок вид вимер у 1960-х роках.

## Опис
Максимальна довжина, записана для цього виду, становить 32 см. 

## Спосіб життя
Вид нерестився в січні та лютому на мулистому дні озера, на глибині від 70 до 80 метрів.